# Jean-Jacques Missé-Missé
Jean-Jacques Missé-Missé est un ancien footballeur camerounais né le 7 août 1968 à Yaoundé. Il évoluait au poste d'attaquant.

## Biographie

### Carrière en club
Après un début de carrière au Cameroun, Missé-Missé aboutit dans le petit club belge d'Andenne qui évolue alors en Promotion (4e niveau). Ses talents de buteurs lui valent un transfert au sein du club professionnel du Sporting de Charleroi (D1 belge). 37 buts en 93 apparitions lui valent un transfert vers le prestigieux Sporting CP au Portugal.
Après une saison 1996-1997 trop discrète, c'est le début des ennuis avec une grave blessure. Après des brefs passages ratés en Écosse et en Angleterre, Jean-Jacques retourne en Belgique. Il se met en évidence avec la R. AA Louviéroise et obtient un contrnt en Grèce à Ethnikos en 1999-2000.
Il ne passe qu'une saison en Grèce et rentre en Belgique où il termine sa carrière professionnelle.

### Carrière en sélection
Durant les éliminatoires de la Coupe du Monde 1998, Missé-Missé prend part à 5 des 6 rencontres des "Lions indomptables", mais il est écarté de l'équipe peu avant la phase finale en France par le nouveau sélectionneur Claude Leroy,.